# Les Espions (film, 1957)
Pour les articles homonymes, voir Les Espions.
Pour plus de détails, voir Fiche technique et Distribution.
Les Espions est un film d'espionnage franco-italien réalisé par Henri-Georges Clouzot, sorti en 1957.

## Synopsis
Après avoir donné son accord pour cacher au sein de son sanatorium pour malades mentaux un espion nommé Alex, le docteur Malic se retrouve jusqu'au cou impliqué dans une affaire d’espionnage. L’établissement délabré qu’il dirige est subtilement mais totalement envahi par un groupe d’espions et de contre-espions internationaux, d’entre lesquels il est impossible de distinguer bons et mauvais et de dire qui est qui …
Psychiatre raté et propriétaire d'une clinique lépreuse de Maisons-Laffitte, le docteur Malic accepte l'étrange marché que lui propose le colonel Howard, de l'Institut de guerre psychologique des États-Unis : en échange d'une importante somme d'argent, héberger chez lui quelques jours, Alex, un agent secret.
Dès l'arrivée du mystérieux personnage, la clinique est l'objet d'une surveillance étroite de la part d'une nuée d'espions parvenus sur les lieux et dirigés par Kaminsky et Cooper, les deux chefs de réseau de l'Est et de l'Ouest.
Malic finit par soupçonner qu'Alex n'est autre que Hugo Vogel, un savant atomiste inventeur d'une arme terrifiante. Pour lui venir en aide, Malic lance les espions sur une fausse piste, mais sans le savoir, désamorce le plan du colonel Howard qui avait monté cette affaire pour soustraire le vrai Vogel des griffes de l'espionnage international.
Malgré les efforts de Malic pour se racheter, le vrai Vogel est victime des espions dans le train de nuit pour Marseille. Écœuré, Malic rentre à la clinique, décidé à prévenir la police. Mais les espions le surveillent. Il fait désormais partie d'entre eux. Il n'y a pas de porte de sortie.

## Fiche technique
- Titre : Les Espions
- Titre original : Le Spie
- Réalisation : Henri-Georges Clouzot
- Scénario : D'après le roman de Egon Hostovsky "Le vertige de minuit"
- Adaptation et dialogues : Henri-Georges Clouzot, Jérôme Géronimi
- Assistance réalisation : Michel Romanoff, Robert Ménégoz
- Photographie : Christian Matras
- Opérateur : Gilbert Chain
- Musique : Georges Auric
- Direction musicale : Jacques Météhen
- Décors : René Renoux
- Montage : Madeleine Gug
- Son : William-Robert Sivel. assistant Maurice Rémy
- Production : Henri-Georges Clouzot
- Production associée : Georges Loureau
- Sociétés de production : Filmsonor, Véra-Films, Prétoria-Films
- Distribution : Cinédis
- Pays d'origine :  France |  Italie
- Langue : français
- Tournage du 14 janvier au 20 avril 1957
- Format : Noir et blanc - Pellicule 35mm,
- Genre : Film dramatique
- Année : 1957
- Durée : 137 min
- Dates de sortie :
  - France : 11 octobre 1957

## Distribution
- Gérard Séty : le docteur Malic, directeur de la clinique psychiatrique
- Paul Carpenter : le colonel Jack W. Howard
- Curd Jürgens : Alex
- Peter Ustinov : Michel Kaminsky, chef des services de renseignement russe
- Sam Jaffe : Sam Cooper, chef des services de renseignement américain
- Otto-Eduard Hasse : Hugo Vogel, le savant en fuite
- Véra Clouzot : Lucie, la patiente muette
- Martita Hunt : Constance "Connie" Harper, la fausse infirmière
- Gabrielle Dorziat : Mme Andrée, la première infirmière
- Louis Seigner : M. Valette, le patient toxicomane
- Pierre Larquey : le chauffeur de taxi
- Georgette Anys : la buraliste
- Jean Brochard : le surveillant-général
- Bernard Lajarrige : Louis, le garçon de café
- Clément Harari : Victor, le faux garçon de café
- Dominique Davray : l'Alsacienne
- Jacques Dufilho : un indicateur (simple silhouette paraissant 3 secondes à l'écran)
- Daniel Emilfork : Helmut Petersen, un espion dans le bar
- Jean-Jacques Lecot : le faux contrôleur du train
- Robert Lombard : le contrôleur du train
- Patrick Dewaere (crédité sous le nom de Patrick Maurin) : Le petit Moinet
- Sacha Pitoëff : Léon
- Fernand Sardou : Pierre
- Paul Bonifas : M. Barjot, Le propriétaire du bar (non crédité)
- Dominique Ney : Clotilde, la cuisinière (non créditée)
- Hubert Deschamps : un espion dans le bar (non crédité)
- Jacques Hilling : un espion dans le bar (non crédité)
- Henri Coutet : un espion dans le bar (non crédité)
- Jack Ary : le serveur du wagon-restaurant (non crédité)
- Louis Bugette : l'homme qui regarde la télé (non crédité)
- René Bergeron : Gaston, le faux client (non crédité)
- Marc Arian : un espion devant la clinique (non crédité)
- Charles Bouillaud : un agent (non crédité)
- Roger Lecuyer : un passager du wagon-restaurant (non crédité)
- Camille Guérini[1] (non crédité)